# アサディー・トゥースィー
アサディー・トゥースィー（ペルシア語:ابومنصور علی بن احمد اسدی طوسی、英語:Abu Mansur Ali ibn Ahmad Asadi Tusi、1010年頃 - 1072年頃）は、ペルシアの詩人、著述家である。
1010年頃、イランのトゥースに生まれ、1060年にイランの神話・伝説に基づく叙事詩である「ガルシャースプの書」を詠み、叙事詩人としての地位を確立した。
また、アサディーはアラビア人とペルシア人、昼と夜など対立したものを題材とした対立詩形の開拓者としても名高い人物であり、晩年にペルシア語最古とされる「ペルシア語辞典」は、アサディーが多くの古い詩を引用したものであり文学史研究の貴重な資料になっている。現存するペルシア語最古の写本の1つには1055年に写されたアサディーの写本もある。
1072年頃、イランのタブリーズで亡くなった。